# Little Red Deer River
Der Little Red Deer River ist ein ca. 165 km langer rechter Nebenfluss des Red Deer River im Westen der kanadischen Provinz Alberta. 

## Flusslauf
Der Little Red Deer River entspringt in den östlichen Ausläufern der Kanadischen Rocky Mountains auf einer Höhe von 1600 m. Der Little Red Deer River fließt anfangs in östlicher Richtung durch die Vorberge der Rocky Mountains. Anschließend wendet sich der Fluss nach Nordosten und durchfließt die Great Plains bis zu seiner Mündung in den Red Deer River, 13 km westlich von Innisfail. 35 km oberhalb der Mündung befindet sich der Red Lodge Provincial Park. 9 km oberhalb der Mündung überquert der Alberta Highway 22 den Fluss. 

## Hydrologie
Der Little Red Deer River entwässert ein Areal von etwa 2590 km². Das effektive Einzugsgebiet umfasst etwa 2450 km². Der mittlere Abfluss 7,5 km oberhalb der Mündung beträgt 4,81 m³/s. Der Juni ist mit im Mittel 12,6 m³/s der abflussstärkste Monat.